# كونر ماكغريغور
كونر أنثوني ماكغريغور (بالأيرلندية: Conchúr Antóin Mac Gréagóir؛ مواليد 14 يوليو 1988) هو مُقاتل فنون قتالية مختلطة إيرلندي، وهو البطل السابق لفئتي الوزن الخفيف ووزن الريشة في يو إف سي، ليصبح أول مقاتل في يو إف سي يحمل لقب فئتين في وقت واحد. وهو أيضًا بطل سابق في وزن الريشة والوزن الخفيف في قفص المحاربين.
في أول مباراة الاحترافية الأولى له في الملاكمة، هُزم من قبل فلويد مايويذر جونيور. وهو أكبر عقد للدفع مقابل المشاهدة (PPV) في تاريخ فنون القتال المختلطة، بعد أن احتل المرتبة الأولى في أحداث الدفع مقابل المشاهدة الخمسة الأكثر مبيعًا في يو إف سي. جذب نزاله مع حبيب نورمحمدوف في يو إف سي 229 2.4 مليون عملية شراء للدفع مقابل المشاهدة، وهو الأكثر من أي وقت مضى لحدث فنون قتالية مختلطة. جذب نزاله في الملاكمة مع مايويذر 4.3 مليون مشتريات للدفع مقابل المشاهدة في أمريكا الشمالية، وهو ثاني أكبر عدد في تاريخ الرياضات القتالية. تم تصنيف ماكغريغور كأعلى رياضي في العالم أجرا من قبل فوربس في عام 2021، بدخل بلغ 180 مليون دولار. كما ظهر في القائمة في عام 2018، عندما احتل المرتبة الرابعة، بدخل يبلغ 99 مليون دولار.

## النشأة

### الطفولة والشباب
ولد كونر أنثوني ماكغريغور في 14 يوليو 1988 في مدينة دبلن بشارع كريملين، هو الولد الأول والابن الثالث لطوني ومارغريت ماكغريغور، أختاه الأكبر منه تدعيان إيرين وآيوفا.
قضى طفولته في شارع كريملين، حيث درس هناك سلك الابتدائي وكذلك الإعدادي. في بادئ الأمر كان رياضيا يحب كرة القدم وكان يود التعمق في هذه اللعبة بهدف أن يصبح لاعبا شهيرا ومن أجل هذا انضم إلى اللعب في صفوف النادي الرديف سيلتيك لورديس، وفي سن الثانية عشر التحق كونر بنادي الملاكمة في كريملين من أجل خوض تداريب في رياضة الملاكمة، حيث قضى بعضا من الوقت هناك؛ كما حقق بطولات بسيطة من تنظيم النادي، وفي سن الخامسة عشر حاول ماكغريغور تعلم المصارعة وكذلك رياضة الإمساك.
سنة 2006، غادر ماكغريغور رفقة أسرته الصغيرة متجها صوب منطقة لوكان والمتواجدة غرب مدينة دبلن، هناك التقى بالمصارع المبتدئ والمستقبلي في اليو إف سي والذي يُدعى طوم إيجان، أصبحا فيما بعد صديقان وباتا يتدربان على رياضة الفنون القتالية المختلطة؛ في الوقت نفسه كان يدرس في ثانوية تأهيلية من أجل الحصول على شهادة عمل معترف بها في مهنة الرصَّاص.

### حياته الشخصية
التقى كونر ماكغريغور بدي ديفيلن سنة 2008 وهو لم يتجاوز بعد سن التاسعة عشر، ومنذ ذلك الحين وهو على علاقة معها. ابتداء من سنة 2013 أصبح كونر ودي أحد أشهر الأزواج في الفنون القتالية المختلطة وفي إيرلندا كاملة، وبفضل النجاح الرياضي الكبير لكونر توقفت عشيقته ديفلين عن مزاولة مهنتها كطبيبة قلب، كما توقفت شقيقتاه عن مزاولة مهنتهما.
في 5 ماي 2017، حصل الثنائي على أول مولود لهما وقد حمل اسم كونر جاك ماكغريغور جونيور.

## مسيرته في فنون القتال المختلطة

#### أول مباراة (2007)
في 17 فبراير 2007، خاض كونر أول مباراة له في الفنون القتالية المختلطة وهو لم يتجاوز حينها الثامنة عشر ضد كيران كامببيل، بسبب مناسبة خاصة في دبلن من تنظيم المقاول إريش رينغ الذي سيوقع معه كونر عقدا فيما بعد وذلك قصد دخول عالم الاحتراف.

#### المباريات الرسمية الأولى في إيرلندا (2008–2011)
في 9 مارس 2008 خاض كونر ماكغريغور أولى مبارياته الرسمية أمام جاري موريس والتي استطاع إنهائها سريعا بالضربة القاضية وذلك ضمن منافسات البطولة في فئة الوزن الخفيف. بعد ذلك بحوالي شهرين تمكن كونر مجددا من هزم منافسه مو تايلور بالضربة القاضية في مباراة لم تتجاوز 66 ثانية.
في 28 يونيو من نفس السنة، بدأ ماكغريغور تدريياته من أجل المشاركة في فئة وزن الريشة، حيث فاز في أول مباراة له أمام اللاتفي أرتيميج سيتينكوف بعدما قام بإخضاعه مجبرا إياه على الاستسلام وذلك في مدة لم تتجاوز 69 ثانية.
بعد انتصارين جديدين في فئة وزن الريشة أمام كل من ستيفان بايلي وكونر ديلون، عاد ماكغريغور لفئة الوزن الخفيف من أجل خوض نزال أمام جوزيف دوفي، وقد تمكن هذا الأخير من تحقيق انتصار مهم عليه بعدما أحكم تطبيق حركة الدق على العنق، بعد هذه الخسارة تمكن كونر من تحقيق 4 انتصارات متتالية في جزيرة أيرلندا وذلك في بدايات سنة 2011، حيث كان يحكم تطبيق القبضة على خصومه مستعينا في ذلك بقوة ساعديه.
الأرقام القياسية لماكغريغور عادت لتظهر من جديد، وذلك يعدما تمكن من الفوز على الرياضي الإنجليزي مايك وود في ظرف 16 ثانية لا غير؛ مستفيدة من ضربة قاضية على شكل أوبركوت (بالإنجليزية: uppercut) سددها له قبل الدخول الفعلي في المبارزة. وبعد أقل من شهر عن هذه الواقعة عاد كونر للواجهة مجددا وذلك بعد انتصاره على بادي دوهرتي خلال 4 ثواني فقط.

#### البطولة الثنائية في محاربي القفص (2011–2012)
في 8 سبتمبر من سنة 2011، بدأ كونر استعداده من أجل المشاركة في بطولة محاربي القفص والتي جرت أطوارها في الأردن، حيث تمكن من تحقيق انتصاره الأول في الجولة الأولى أمام آيرون جاهنسن بالضربة القاضية.
من أجل إبراز موهبته الكبيرة وقدراته العالية في رياضة الفنون القتالية، خاص المصارع الإيرلندي مباراة مهمة أمام دايف هيل المتخصص في حركات الإخضاع وذلك في فئة وزن الريشة. جرت المباراة في الأمسية 47 من بطولة محاربي القفص في دبلن، حيث تمكن كونر في بداية الجولة الثانية من تسديد لكمة يسارية مباشرة ثم ضربة ركبة عالية جعلت دايف يترنح قليلا ليسقط على الأرض؛ مما ساهم في سيطرة الملاكم الإيرلندي على باقي أطوار المباراة حتى انتصر في نهاية المطاف.

#### مشوار بدون خسارة (2013–2014)
في 3 فبراير 2013، تم الإعلان رسميا عن توقيع ماكغريغور لعقد يمتد ل 5 مباريات مع بطولة القتال النهائي، وقد خاص كونر أولى مبارياته بتاريخ 6 أبريل 2013 أمام الملاكم الأمريكي ماركوس بريماج في ستوكهولم بالسويد، حيث تمكن من الانتصار عليه بصعوبة مستفيدا من تسديد الأوبركوت التي شلت دفاعية خصمه. ي 3 فبراير 2013، تم الإعلان رسميا عن توقيع ماكغريغور لعقد يمتد ل 5 مباريات مع بطولة القتال النهائي، وقد خاص كونر أولى مبارياته بتاريخ 6 أبريل 2013 أمام الملاكم الأمريكي ماركوس بريماج في ستوكهولم بالسويد، حيث تمكن من الانتصار عليه بصعوبة مستفيدا من تسديد الأوبركوت التي شلت دفاعية خصمه. ي 3 فبراير 2013، تم الإعلان رسميا عن توقيع ماكغريغور لعقد يمتد ل 5 مباريات مع بطولة القتال النهائي، وقد خاص كونر أولى مبارياته بتاريخ 6 أبريل 2013 أمام الملاكم الأمريكي ماركوس بريماج في ستوكهولم بالسويد، حيث تمكن من الانتصار عليه بصعوبة مستفيدا من تسديد الأوبركوت التي شلت دفاعية خصمه. ي 3 فبراير 2013، تم الإعلان رسميا عن توقيع ماكغريغور لعقد يمتد ل 5 مباريات مع بطولة القتال النهائي، وقد خاص كونر أولى مبارياته بتاريخ 6 أبريل 2013 أمام الملاكم الأمريكي ماركوس بريماج في ستوكهولم بالسويد، حيث تمكن من الانتصار عليه بصعوبة مستفيدا من تسديد الأوبركوت التي شلت دفاعية خصمه. ي 3 فبراير 2013، تم الإعلان رسميا عن توقيع ماكغريغور لعقد يمتد ل 5 مباريات مع بطولة القتال النهائي، وقد خاص كونر أولى مبارياته بتاريخ 6 أبريل 2013 أمام الملاكم الأمريكي ماركوس بريماج في ستوكهولم بالسويد، حيث تمكن من الانتصار عليه بصعوبة مستفيدا من تسديد الأوبركوت التي شلت دفاعية خصمه. ي 3 فبراير 2013، تم الإعلان رسميا عن توقيع ماكغريغور لعقد يمتد ل 5 مباريات مع بطولة القتال النهائي، وقد خاص كونر أولى مبارياته بتاريخ 6 أبريل 2013 أمام الملاكم الأمريكي ماركوس بريماج في ستوكهولم بالسويد، حيث تمكن من الانتصار عليه بصعوبة مستفيدا من تسديد الأوبركوت التي شلت دفاعية خصمه. ي 3 فبراير 2013، تم الإعلان رسميا عن توقيع ماكغريغور لعقد يمتد ل 5 مباريات مع بطولة القتال النهائي، وقد خاص كونر أولى مبارياته بتاريخ 6 أبريل 2013 أمام الملاكم الأمريكي ماركوس بريماج في ستوكهولم بالسويد، حيث تمكن من الانتصار عليه بصعوبة مستفيدا من تسديد الأوبركوت التي شلت دفاعية خصمه. ي 3 فبراير 2013، تم الإعلان رسميا عن توقيع ماكغريغور لعقد يمتد ل 5 مباريات مع بطولة القتال النهائي، وقد خاص كونر أولى مبارياته بتاريخ 6 أبريل 2013 أمام الملاكم الأمريكي ماركوس بريماج في ستوكهولم بالسويد، حيث تمكن من الانتصار عليه بصعوبة مستفيدا من تسديد الأوبركوت التي شلت دفاعية خصمه. ي 3 فبراير 2013، تم الإعلان رسميا عن توقيع ماكغريغور لعقد يمتد ل 5 مباريات مع بطولة القتال النهائي، وقد خاص كونر أولى مبارياته بتاريخ 6 أبريل 2013 أمام الملاكم الأمريكي ماركوس بريماج في ستوكهولم بالسويد، حيث تمكن من الانتصار عليه بصعوبة مستفيدا من تسديد الأوبركوت التي شلت دفاعية خصمه. ي 3 فبراير 2013، تم الإعلان رسميا عن توقيع ماكغريغور لعقد يمتد ل 5 مباريات مع بطولة القتال النهائي، وقد خاص كونر أولى مبارياته بتاريخ 6 أبريل 2013 أمام الملاكم الأمريكي ماركوس بريماج في ستوكهولم بالسويد، حيث تمكن من الانتصار عليه بصعوبة مستفيدا من تسديد الأوبركوت التي شلت دفاعية خصمه. ي 3 فبراير 2013، تم الإعلان رسميا عن توقيع ماكغريغور لعقد يمتد ل 5 مباريات مع بطولة القتال النهائي، وقد خاص كونر أولى مبارياته بتاريخ 6 أبريل 2013 أمام الملاكم الأمريكي ماركوس بريماج في ستوكهولم بالسويد، حيث تمكن من الانتصار عليه بصعوبة مستفيدا من تسديد الأوبركوت التي شلت دفاعية خصمه. ي 3 فبراير 2013، تم الإعلان رسميا عن توقيع ماكغريغور لعقد يمتد ل 5 مباريات مع بطولة القتال النهائي، وقد خاص كونر أولى مبارياته بتاريخ 6 أبريل 2013 أمام الملاكم الأمريكي ماركوس بريماج في ستوكهولم بالسويد، حيث تمكن من الانتصار عليه بصعوبة مستفيدا من تسديد الأوبركوت التي شلت دفاعية خصمه. ي 3 فبراير 2013، تم الإعلان رسميا عن توقيع ماكغريغور لعقد يمتد ل 5 مباريات مع بطولة القتال النهائي، وقد خاص كونر أولى مبارياته بتاريخ 6 أبريل 2013 أمام الملاكم الأمريكي ماركوس بريماج في ستوكهولم بالسويد، حيث تمكن من الانتصار عليه بصعوبة مستفيدا من تسديد الأوبركوت التي شلت دفاعية خصمه. ي 3 فبراير 2013، تم الإعلان رسميا عن توقيع ماكغريغور لعقد يمتد ل 5 مباريات مع بطولة القتال النهائي، وقد خاص كونر أولى مبارياته بتاريخ 6 أبريل 2013 أمام الملاكم الأمريكي ماركوس بريماج في ستوكهولم بالسويد، حيث تمكن من الانتصار عليه بصعوبة مستفيدا من تسديد الأوبركوت التي شلت دفاعية خصمه. ي 3 فبراير 2013، تم الإعلان رسميا عن توقيع ماكغريغور لعقد يمتد ل 5 مباريات مع بطولة القتال النهائي، وقد خاص كونر أولى مبارياته بتاريخ 6 أبريل 2013 أمام الملاكم الأمريكي ماركوس بريماج في ستوكهولم بالسويد، حيث تمكن من الانتصار عليه بصعوبة مستفيدا من تسديد الأوبركوت التي شلت دفاعية خصمه. ي 3 فبراير 2013، تم الإعلان رسميا عن توقيع ماكغريغور لعقد يمتد ل 5 مباريات مع بطولة القتال النهائي، وقد خاص كونر أولى مبارياته بتاريخ 6 أبريل 2013 أمام الملاكم الأمريكي ماركوس بريماج في ستوكهولم بالسويد، حيث تمكن من الانتصار عليه بصعوبة مستفيدا من تسديد الأوبركوت التي شلت دفاعية خصمه.
هذا الانتصار الأول مكنه من الحصول على رخصة مقارعة ماكس هولواي في بوسطن وذلك بتاريخ 17 أغسطس 2013، حيث سيطر تماما على الجولة الأولى لكنه تعرض لإصابة في الركبة خلال الجولة الثانية مما اضطره لتغيير في خطة خوض النزال، وعلى الرغم من تراجع مستوى كونر وتركه ماكس يكسب نقاط عديدة من خلال تثبيته في عدة مناسبات إلا أن الإيرلندي حسم المباراة لصالحه وذلك بنتيجة 30–27، 30–27، 30–26. بعد الفوز في المباراة أعرب كونر عن أن الإصابة التي تعرض لها خطيرة نوعا ما وسيبتعد عن أجواء المنافسة مدة قدرها الطاقم الطبي ب 10 أشهر.

بعد الغياب الطويل الذي دام حوالي السنة، عاد كونر في 19 يوليو 2014 لخوض نزاله الثالث في دبلن مسقط رأسه، حيث نازل البرازيلي دياغو برانداو وتمكن من التغلب عليه بسهولة بعدما سدد ضربة قاضية له أسقطته أرضا بعد مضي 4 دقائق فقط على بداية المباراة. وبعد النهاية صرح ماكغريغور قائلا 
نزاله الرابع جرى بتاريخ 27 سبتمبر 2014 أمام دوستن بواريير في لاس فيغاس، حيث سيطر كعادته على المباراة منذ الجولة الأولى مستغلا بذلك إخضاع خصمه على الأرض ومسددا في الوقت نفسه العديد من الأوبركوت التي كانت تُنهك المنافس، بعد سلسلة من اللكمات على خلفية الرأس تلتها ضربة قاضية جعلت ماكغريغور يحقق انتصاره الرابع على التوالي منذ بداية سنة 2013.
في 18 يناير 2015 ببوسطن، خاض ماكغريغور نزالا مهما ضد دينيس سيفر لحساب قتال الليلة رقم 59 في البطولة. التوتر والصراع كان محتدما بين المصارعين؛ حيث رفض سيفر في البداية مصافحة كونر؛ لكن هذا الأخير رد بحركة الأصبع التي زادت من هيجان المباراة، وبعد انطلاقها سيطر ماكغريغور في الجولة الأولى حيث سدد العديد من اللكمات من مختلف الزوايا مسببا كدمات عديدة في وجه سيفر الذي حاول الاستماثة في ثلاث محاولات قصد إخضاع كونر أرضا لكنه فشل فيها جميعا، أما الجولة الثانية فقد دخلها الإيرلندي عازما على إنهائها وهذا ما تحقق له بعد سلسلة من اللكمات وركلات الركبة دون أي رد فعل من دينيس.

#### بطولة اليو إف سي في فئة وزن الريشة (2015)
تم الإعلان عن موعد المباراة وتفاصيلها بتاريخ 23 ماي 2015، حيث تقرر إجراء نزال بين الإيرلندي كونر ماكغريغور والملاكم الأمريكي المتوج بلقب البطولة في فئة وزن الريشة جوزي ألدو.
في نهاية يونيو من نفس السنة، أعلن جوزي ألدو عن تعرضه لإصابة أثناء التداريب قد تمنعه من المشاركة في هذا النزال المهم، ليتم تعويضه بعد ذلك بالملاكم شاد مينديس.
أقيمت المباراة بتاريخ 11 يوليو 2015، حيث سيطر فيها مينديس منذ البداية وقد حاول في العديد من المناسبات إسقاط خصمه وتثبيته أرضا قصد تسيجل العديد من النقاط لكنه فشل في معظمها، وفي النهاية تمكن كونر من تحقيق انتصار مهم جعله يتربع على عرش البطولة.
لم تتوقف الأمور عند هذا الحد، حيث عاد جوزي من الإصابة وقرر نزال ماكغريغور بتاريخ 12 ديسمبر 2015، لكن هذا الأخير تمكن من الفوز عليه في ظرف 13 ثانية فقط بعدما سدد له ضربة قاضية، ودخلت هذه المباراة سجل الأرقام القياسية باعتبارها أسرع مباراة في منافسة على لقب. بعد هذا الانتصار المهم أصبح ماكغريغور البطل الجديد في رياضة الفنون القتالية المختلطة في فئة وزن الريشة.

## مسيرته في الملاكمة
في 30 نوفمبر 2016، حصل كونر ماكغريغور على شهادة خاصة في الملاكمة، من اللجنة الرياضية في كاليفورنيا. وفي 14 يونيو 2017 أعلن فلويد مايويذر جونيور أحد أفضل الملاكمين في العقدين الأخيرين، عن عودته من الاعتزال من أجل نزال كونر ماكغريغور، بتاريخ 26 أغسطس 2017 في لاس فيغاس. وبعد أشهر من الإثارة والكلام الحاد بين المصارعين، أصبح هذا النزال هو الأشهر في التاريخ وقد عُرف بنزال المال.
انتقل العديد من الإيرلنديين للاس فيغاس من أجل تشجيع ومساندة مواطنهم، كما حضر العديد من النجوم العالميين من مختلف المجالات، على غرار نجمي كرة السلة ليبرون جيمز وجيمس هاردن، بالإضافة إلى نجم كرة القدم الأمريكية راي لويس، والممثل جيمس فوكس، ثم نجمة الغناء الشهيرة جينيفر لوبيز وبروس ويليس. تم تأخير موعد المباراة قليلا من أجل إتاحة الفرصة لشراء تذاكر مشاهدة النزال.
بعد بداية المباراة، هاجم الملاكم الإيرلندي كثيرا حيث اعتمد على النهج الهجومي، في المقابل فقد نهج مايويذر الطريقة الدفاعية والتي كان من خلالها يصد معظم محاولات خصمه، بعد نهاية الجولات الخمس الأولى؛ كان ماكغريغور يعاني من التعب الشديد جراء اللكمات الكثيرة التي سددها مباشرة، لكنها كانت تُخطئ الهدف أحيانا وفي أحيان أخرى كان يصدها فلويد. هذا الأخير غير تكتيكه؛ حيث أسرع للمهاجمة وأصاب منافسه في العديد من اللحظات، خاصة الجولتين السادسة والسابعة ثم تمكن في الجولة العاشرة من ختم المباراة بعد ضربة قاضية، كما أن لجنة التحكيم كلها أعطت النقاط للملاكم الأمريكي وذلك بنتيجة 89–82، 89–81 و87–83. بعد نهاية المباراة تفاجئ ماكغريغور من الحضور الهائل الذي حضر وتابع المباراة التي اعتبرها عادية، وأكد على عدم مشاركته مجددا في نزال من هذا النوع (الملاكمة).

## الثروة

### مبيعات المباريات
ابتداء من سنة 2015، وبعد عامين فقط من توقيعه لعقد مع الشركة القائمة على هذا النوع من الرياضات القتالية، استطاعت مباريات ماكغريغور أن تحقق أرقام مبيعات قياسية، حيث أن نزاله يوم 18 يناير لحساب قتال الليلة رقم 59 في اليو إف سي والذي أذيع مباشرة على القناة الرياضية فوكس سبورت 1 جلب عدد مشاهدين وصل إلى 2.750.000، هذا بالإضافة إلى حضور 13.828 شخصا من أجل متابعة مباراة له؛ وصلت فيها قيمة الأرباح ل 1،34 مليون دولار. احمدا

### المكافآت
أول مباراة رسمية للإيرلندي ماكغريغور في بطولة اليو إف سي حصل فيها على 16.000 دولار؛ كما حصل في وقت لاحق من تلك الليلة على مبلغ 60.000 دولار بسبب قدراته العالية ومهاراته الكبيرة التي أبرزها في ذلك النزال. أما مباراته الثانية فقد حصد منها مبلغ 20.000 دولار في حين جمع 24.000 دولار في نزاله الثالث.
حصل ماكغريغور على أزيد من 100.000 دولار في أول راتب له من الدفع مقابل المشاهدة، بالإضافة إلى 150.000 دولار كجزاء مقابل انتصاره في تلك المواجهة، كما حصل على مبلغ 170.000 دولار بعد انتصاره على دينيس سيفر ثم مبلغ 50.000 دولار كمكافأة عن أفضل أداء في تلك الليلة.
أعلن ماكغريغور عن صافي أرباحه سنة 2016 والتي بلغت 40 مليون يورو، كما وقع عقدا مع شركتي الرايبوك (بالإنجليزية: Reebok) وطاقة المتوحش (بالإنجليزية: Monster Energy) تقاضى من خلالهما مبلغ 4 ملاييين يورو، وفي نفس السنة تم تصنيف كونر ضمن قائمة أغنى 100 رياضي دخلا في العالم؛ وبهذا يكون الإيرلندي أول ملاكم في تاريخ الفنون القتالية المختلطة يحتل مرتبة معينة في هذا التصنيف.

## البطولات والإنجازات
من أهم ألقاب كونور مايلي:
- بطولة قتال قفص المحاربين (CWFC):
  - بطولة فئة الوزن الخفيف
  - بطولة فئة وزن الريشة
- بطولة القتال النهائي:
  - بطولة فئة وزن الريشة ما بين 11 يوليو 2015 و12 ديسمبر 2015
  - البطولة المفوضة في فئة وزن الريشة ما بين 12 ديسمبر 2015 و26 نوفمبر 2016
  - بطولة فئة الوزن الخفيف منذ 12 نوفمبر 2016
- جوائز اليو إف سي:

| الجائزة                        | عدد مرات التتويج |
| ------------------------------ | ---------------- |
| نزال الليلة                    | مرة واحدة        |
| الضربة القاضية                 | مرة واحدة        |
| أفضل أداء                      | 6 مرات           |
| أكثر ألقاب أفضل أداء في الليلة | 5 مرات           |
| أكثر عدد من الجوائز في السهرة  | 8 مرات           |

## نزالات الدفع مقابل المشاهدة

### فنون القتال المختلطة
| #               | الحدث           | القتال                | التاريخ         | المكان                     | المدينة                                  | المبلغ     |
| --------------- | --------------- | --------------------- | --------------- | -------------------------- | ---------------------------------------- | ---------- |
| 1.              | يو إف سي 189    | مينديز ضد ماكغريغور   | 11 يوليو 2015   | إم جي إم جراند جاردن أرينا | بارادايس، نيفادا، الولايات المتحدة       | 825،000    |
| 2.              | يو إف سي 194    | ألدو ضد ماكغريغور     | 12 ديسمبر 2015  | إم جي إم جراند جاردن أرينا | بارادايس، نيفادا، الولايات المتحدة       | 1،200،000  |
| 3.              | يو إف سي 196    | ماكغريغور ضد دياز     | 5 مارس 2016     | إم جي إم جراند جاردن أرينا | بارادايس، نيفادا، الولايات المتحدة       | 1،317،000  |
| 4.              | يو إف سي 202    | دياز ضد ماكغريغور 2   | 20 أغسطس 2016   | تي موبايل أرينا            | بارادايس، نيفادا، الولايات المتحدة       | 1،650،000  |
| 5.              | يو إف سي 205    | ألفاريز ضد ماكغريغور  | 12 نوفمبر 2016  | ماديسون سكوير جاردن        | مدينة نيويورك، نيويورك، الولايات المتحدة | 1،300،000  |
| 6.              | يو إف سي 229    | حبيب ضد ماكغريغور     | 6 أكتوبر 2018   | تي موبايل أرينا            | بارادايس، نيفادا، الولايات المتحدة       | 2،400،000  |
| 7.              | يو إف سي 246    | ماكغريغور ضد كاوبوي   | 18 يناير 2020   | تي موبايل أرينا            | بارادايس، نيفادا، الولايات المتحدة       | 1،350،000  |
| 8.              | يو إف سي 257    | بورييه ضد ماكغريغور 2 | 24 يناير 2021   | اتحاد أرينا                | أبو ظبي، الإمارات العربية المتحدة        | 1،500،000  |
| 9.              | يو إف سي 264    | بورييه ضد ماكغريغور 3 | 10 يوليو 2021   | تي موبايل أرينا            | بارادايس، نيفادا، الولايات المتحدة       | 1،800،000  |
| إجمالي المبيعات | إجمالي المبيعات | إجمالي المبيعات       | إجمالي المبيعات | إجمالي المبيعات            | إجمالي المبيعات                          | 13،342،000 |

### الملاكمة المحترفة
| الحدث           | القتال               | التاريخ         | المكان          | المدينة                            | الشبكة                            | المبلغ    |
| --------------- | -------------------- | --------------- | --------------- | ---------------------------------- | --------------------------------- | --------- |
| «قتال المال»    | مايويذر ضد ماكغريغور | 26 أغسطس 2017   | تي موبايل أرينا | بارادايس، نيفادا، الولايات المتحدة | موعد العرض (الولايات المتحدة)     | 4،300،000 |
| «قتال المال»    | مايويذر ضد ماكغريغور | 26 أغسطس 2017   | تي موبايل أرينا | بارادايس، نيفادا، الولايات المتحدة | سكاي بوكس أوفيس (المملكة المتحدة) | 1،007،000 |
| إجمالي المبيعات | إجمالي المبيعات      | إجمالي المبيعات | إجمالي المبيعات | إجمالي المبيعات                    | إجمالي المبيعات                   | 5،307،000 |

## فيلموغرافيا

### الفيلم
| العام | اللقب                       | الدور | الملاحظات |
| ----- | --------------------------- | ----- | --------- |
| 2017  | كونور ماكغريغور: سيئ السمعة | نفسه  | وثائقي    |
| 2023  | ماكغريغور للأبد             | نفسه  | وثائقي    |
| 2024  | حانة على الطريق             | نوكس  | فيلم      |

## سجل فنون القتال المختلطة
| السجل المهني |        |         |
| 28 نزال      | 22 فوز | 6 خسارة |
| ضربة قاضية   | 19     | 2       |
| إخضاع        | 1      | 4       |
| قرار القضاة  | 2      | 0       |

| النتيجة | السجل | الخصم           | الطريقة                               | الحدث                                      | التاريخ        | الجولة | الوقت | المكان                                   | الملاحظات |
| ------- | ----- | --------------- | ------------------------------------- | ------------------------------------------ | -------------- | ------ | ----- | ---------------------------------------- | --- |
| خسر     | 22–6  | داستن بورييه    | ضربة فنية قاضية (توقف الطبيب)         | يو إف سي 264                               | 10 يوليو 2021  | 1      | 5:00  | لاس فيغاس، نيفادا، الولايات المتحدة      | |
| خسر     | 22–5  | داستن بورييه    | ضربة فنية قاضية (باللكمات)            | يو إف سي 257                               | 24 يناير 2021  | 2      | 2:32  | أبو ظبي، الإمارات العربية المتحدة        | |
| فاز     | 22–4  | دونالد سيروني   | ضربة فنية قاضية (ركلة الرأس واللكمات) | يو إف سي 246                               | 18 يناير 2020  | 1      | 0:40  | لاس فيغاس، نيفادا، الولايات المتحدة      | نزال في وزن الوسط. أداء الليلة.                                                                                   |
| خسر     | 21–4  | حبيب نورمحمدوف  | إخضاع (قفل الرقبة)                    | يو إف سي 229                               | 6 أكتوبر 2018  | 4      | 3:03  | لاس فيغاس، نيفادا، الولايات المتحدة      | على لقب بطولة يو إف سي للوزن الخفيف.                                                                              |
| فاز     | 21–3  | إيدي ألفاريز    | ضربة فنية قاضية (باللكمات)            | يو إف سي 205                               | 12 نوفمبر 2016 | 2      | 3:04  | مدينة نيويورك، نيويورك، الولايات المتحدة | العودة إلى الوزن الخفيف. فاز ببطولة يو إف سي للوزن الخفيف. أداء الليلة. تم تجريده لاحقًا من اللقب بسبب عدم النشاط. |
| فاز     | 20–3  | نات دياز        | قرار القضاة (بالأغلبية)               | يو إف سي 202                               | 20 أغسطس 2016  | 5      | 5:00  | لاس فيغاس، نيفادا، الولايات المتحدة      | قتال الليلة. |
| خسر     | 19–3  | نات دياز        | إخضاع (خنق خلفي عاري)                 | يو إف سي 196                               | 5 مارس 2016    | 2      | 4:12  | لاس فيغاس، نيفادا، الولايات المتحدة      | أول ظهور في وزن الوسط. أداء الليلة.                                                                               |
| فاز     | 19–2  | خوسيه ألدو      | ضربة قاضية (لكمة)                     | يو إف سي 194                               | 12 ديسمبر 2015 | 1      | 0:13  | لاس فيغاس، نيفادا، الولايات المتحدة      | فاز ببطولة يو إف سي لوزن الريشة ووحدها. أداء الليلة. تم تجريده لاحقًا من اللقب بسبب عدم النشاط.                    |
| فاز     | 18–2  | تشاد مينديز     | ضربة فنية قاضية (باللكمات)            | يو إف سي 189                               | 11 يوليو 2015  | 2      | 4:57  | لاس فيغاس، نيفادا، الولايات المتحدة      | فاز ببطولة يو إف سي المؤقتة لوزن الريشة. أداء الليلة.                                                             |
| فاز     | 17–2  | دينيس سيفر      | ضربة فنية قاضية (باللكمات)            | يو إف سي ليلة القتال: ماكغريغور ضد سيفر    | 18 يناير 2015  | 2      | 1:54  | بوسطن، ماساتشوستس، الولايات المتحدة      | أداء الليلة. |
| فاز     | 16–2  | داستن بورييه    | ضربة فنية قاضية (باللكمات)            | يو إف سي 178                               | 27 سبتمبر 2014 | 1      | 1:46  | لاس فيغاس، نيفادا، الولايات المتحدة      | أداء الليلة. |
| فاز     | 15–2  | دييغو برانداو   | ضربة فنية قاضية (باللكمات)            | يو إف سي ليلة القتال: ماكغريغور ضد برانداو | 19 يوليو 2014  | 1      | 4:05  | دبلن، إيرلندا                            | أداء الليلة. |
| فاز     | 14–2  | ماكس هولواي     | قرار القضاة (بالإجماع)                | يو إف سي ليلة القتال: شوغون ضد سونين       | 17 أغسطس 2013  | 3      | 5:00  | بوسطن، ماساتشوستس، الولايات المتحدة      | |
| فاز     | 13–2  | ماركوس بريماج   | ضربة فنية قاضية (باللكمات)            | يو إف سي على فيول تي في: موساوي ضد لطيفي   | 6 أبريل 2013   | 1      | 1:07  | ستوكهولم، السويد                         | العودة إلى وزن الريشة. أفضل ضربة قاضية في الليلة.                                                                 |
| فاز     | 12–2  | إيفان بوشنجر    | ضربة قاضية (لكمة)                     | قفص المحاربين 51                           | 31 ديسمبر 2012 | 1      | 3:40  | دبلن، إيرلندا                            | فاز ببطولة قفص المحاربين للوزن الخفيف.                                                                            |
| فاز     | 11–2  | ديف هيل         | إخضاع (خنق خلفي عاري)                 | قفص المحاربين 47                           | 2 يونيو 2012   | 2      | 4:10  | دبلن، إيرلندا                            | فاز ببطولة قفص المحاربين لوزن الريشة.                                                                             |
| فاز     | 10–2  | ستيف أوكيف      | ضربة قاضية (بالمرفقين)                | قفص المحاربين 45                           | 18 فبراير 2012 | 1      | 1:35  | لندن، إنجلترا                            | العودة إلى وزن الريشة.                                                                                            |
| فاز     | 9–2   | آرون جانسن      | ضربة فنية قاضية (باللكمات)            | قفص المحاربين: قتال ليلة 2                 | 8 سبتمبر 2011  | 1      | 3:29  | عمّان، الأردن                             | |
| فاز     | 8–2   | أرتور سوينسكي   | ضربة فنية قاضية (باللكمات)            | سلتيك غلاديتور 2: صراع العمالقة            | 11 يونيو 2011  | 2      | 1:12  | بورتلاويس، أيرلندا                       | العودة إلى الوزن الخفيف.                                                                                          |
| فاز     | 7–2   | بادي دوهرتي     | ضربة قاضية (لكمة)                     | بطولة القتال الخالدة 4                     | 16 أبريل 2011  | 1      | 0:04  | ليتركيني، أيرلندا                        | |
| فاز     | 6–2   | مايك وود        | ضربة قاضية (باللكمات)                 | منافس القفص 8                              | 12 مارس 2011   | 1      | 0:16  | دبلن، إيرلندا                            | العودة إلى وزن الريشة.                                                                                            |
| فاز     | 5–2   | هيو برادي       | ضربة فنية قاضية (باللكمات)            | فوضى إف سي 8                               | 12 فبراير 2011 | 1      | 2:31  | ديري، أيرلندا الشمالية                   | |
| خسر     | 4–2   | جوزيف دوفي      | إخضاع (خنق مثلث الذراع)               | قفص المحاربين 39: الانتفاضة                | 27 نوفمبر 2010 | 1      | 0:38  | كورك،أيرلندا                             | |
| فاز     | 4–1   | كونر ديلون      | ضربة فنية قاضية (إيقاف الزاوية)       | فوضى إف سي 7                               | 9 أكتوبر 2010  | 1      | 4:22  | ديري، أيرلندا الشمالية                   | نزال في وزن الريشة.                                                                                               |
| فاز     | 3–1   | ستيفن بيلي      | ضربة فنية قاضية (باللكمات)            | ضربة قاضية: قتال ما قبل عيد الميلاد        | 12 ديسمبر 2008 | 1      | 1:22  | دبلن، إيرلندا                            | الظهور الأول في الوزن الخفيف.                                                                                     |
| خسر     | 2–1   | أرتميج سيتينكوف | إخضاع (شريط الركبة)                   | قفص الحقيقة 3                              | 28 يونيو 2008  | 1      | 1:09  | دبلن، إيرلندا                            | |
| فاز     | 2–0   | مو تايلور       | ضربة فنية قاضية (باللكمات)            | متنافسو قفص الغضب - أيرلندا ضد بلجيكا      | 3 مايو 2008    | 1      | 1:06  | دبلن، إيرلندا                            | |
| فاز     | 1–0   | غاري موريس      | ضربة فنية قاضية (باللكمات)            | قفص الحقيقة 2                              | 8 مارس 2008    | 2      | 0:08  | دبلن، إيرلندا                            | الظهور الأول في وزن الريشة.                                                                                       |

## سجل الملاكمة
| 1 نزال       | 0 فوز | 1 خسارة |
| ------------ | ----- | ------- |
| ضربة القاضية | 0     | 1       |

| # | النتيجة | السجل | الخصم                | النوع           | الجولة، الوقت | التاريخ       | الموقع                                              | الملاحظات |
| - | ------- | ----- | -------------------- | --------------- | ------------- | ------------- | --------------------------------------------------- | --------- |
| 1 | خسر     | 0–1   | فلويد مايويذر جونيور | ضربة فنية قاضية | 10 (12)، 1:05 | 26 أغسطس 2017 | تي موبايل أرينا، بارادايس، نيفادا، الولايات المتحدة |           |

## وصلات خارجية
- كونر ماكغريغور على موقع IMDb (الإنجليزية)
- كونر ماكغريغور على موقع الموسوعة البريطانية (الإنجليزية)
- كونر ماكغريغور على موقع روتن توميتوز (الإنجليزية)
- كونر ماكغريغور على موقع قاعدة بيانات الفيلم (الإنجليزية)
- كونر ماكغريغور على موقع بوكس ريك (الإنجليزية) (registration required)
- كونر ماكغريغور على موقع يو إف سي (الإنجليزية)
- كونر ماكغريغور على موقع شيردوغ (الإنجليزية)
- كونر ماكغريغور على موقع Tapology.com (الإنجليزية)
- كونر ماكغريغور على موقع فايت ماتريكس (الإنجليزية)